# Киир, Сальваторе
Сальваторе Киир Маярдит (Сальва Киир Маярдит, Салва Киир Маярдит, Салва Киир; англ. Salva Kiir Mayardit; род. 13 сентября 1951, Бахр-эль-Газаль, Англо-Египетский Судан) — южносуданский государственный и политический деятель; президент Республики Южный Судан с 9 июля 2011 года (формально в этот день некоторое время между провозглашением независимости и собственной присягой был исполняющим обязанности президента); глава правительства (президент) автономного Южного Судана (в том числе исполняющий обязанности в 2005 году) и вице-президент Судана в 2005—2011 годах, лидер СПЛА (преемник Джона Гаранга c 2005 года). Представитель крупнейшей в Южном Судане народности динка.

## Биография
С 1967 года участвовал в вооружённой борьбе с властями Судана в составе повстанческой армии Анья-Анья. После мирного соглашения с правительством в 1972 году стал офицером армии Судана.
Во время второй гражданской войны, начавшейся в 1983 году, возглавил военное крыло Народной армии освобождения Судана, возглавил совет высшего командования. С 1996 года стал заместителем лидера НАОС Джона Гаранга, и его представителем на переговорах, которые начало вести правительство Судана с повстанцами юга.
Джон Гаранг был согласен на автономию Южного Судана, а Салва Киир добивался полной независимости, поэтому с 2002 года Джон Гаранг пытался отстранить Салву Киира от должности главы военного штаба движения. Отстранить Киира не удалось, так как он пользовался большим авторитетом среди военных. Последняя такая попытка Гаранга, предпринятая в 2004 году, вызвала бунт в повстанческой армии.
Салва Киир возглавил НАОС после гибели Джона Гаранга и его ближайших соратников в авиакатастрофе в августе 2005 года, до провозглашения независимости Южного Судана 9 июля 2011 года был исполняющим обязанности президента Южного Судана, с 9 июля 2011 года является президентом этой страны.
Свой первый официальный зарубежный визит президент Южного Судана совершил 20 декабря 2011 года в Израиль. В ходе визита он встретился с премьер-министром Биньямином Нетаньяху, президентом Шимоном Пересом, министром иностранных дел Авигдором Либерманом, министром обороны Эхудом Бараком. Велись переговоры по вопросам открытия посольства Южного Судана в Израиле, содействия в областях сельского хозяйства, здравоохранения и образования. Израиль признал независимость Южного Судана и установил с ним дипломатические отношения почти сразу после провозглашения отделения Юга от Хартума 9 июля 2011 года (см. Израильско-южносуданские отношения).
В мае 2021 года Сальваторе Киир распустил парламент.

## Конфуз с мочеиспусканием в штаны
Правительственные чиновники неоднократно отвергали слухи о том, что президент нездоров. 15 декабря 2022 года во время публичного мероприятия по открытию новой автодороги во время исполнения национального гимна 71-летний глава государства обмочился в штаны. 
Сенатор Шеху Сани назвал случившееся болезнью мочевого пузыря или «крайним актом патриотизма».
Шестерых журналистов задержали из-за подозрения в распространении снятого видео. Сотрудниками службы национальной безопасности страны были арестованы журналисты Южно-Суданской радиовещательной корпорации (SSBC) за несанкционированный выпуск отснятого материала. 
«Их подозревают в том, что они знают, как появилось видео, на котором президент мочится», — сказал президент Союза журналистов Южного Судана Патрик Ойет агентству Reuters. 

## Вооружённый межэтнический конфликт в Южном Судане
С декабря 2013 года в Южном Судане начался вооружённый межэтнический конфликт между нуэр и динка. 16 декабря 2013 года Салва Киир заявил что в Южном Судане была попытка государственного переворота, однако она провалилась.
Салва Кииром было сказано:
попытка насильственной смены власти, предпринятая его политическим оппонентом, не удалась, ситуация в стране и её столице — Джубе — находится под полным контролем правительства.

Путчисты разбиты и бежали, войска преследуют их. Я не позволю впредь повторения подобного в нашей юной стране. Я категорически осуждаю противоправные действия

В Джубе было нападение на генеральный штаб вооружённых сил, но оно было отражено. Несколько лидеров путчистов были арестованы, власти Южного Судана официально заявили, что одним из организаторов неудавшегося государственного переворота является Риек Мачар.
В июле 2013 года политическая ситуация резко обострилась: президент уволил вице-президента и провёл радикальные изменения в кабинете министров. После этих перестановок в руководстве страны практически не осталось представителей второй по численности народности страны — нуэр. Сам президент Киир и большинство людей из его окружения принадлежит к другой народности — динка, которое является самым многочисленным в стране.
После этих событий по всей стране начали вооружённые конфликты между двумя национальностями. Некоторые города, в частности Бентиу и Бор были захвачены повстанцами. Многие страны эвакуировали своих граждан из Южного Судана.
В 2014 году в Южном Судане 350 тысяч человек стали беженцами которые переселились в другие страны или жили в лагерях беженцев ООН.
В 2014 году 22 февраля был опубликован отчёт ООН, в котором утверждается, что, как правительственные войска, так и повстанцы в Южном Судане несут ответственность за нарушения прав человека и насилие над гражданским населением, в частности, разделённые по этническому принципу противники занимались пытками, насилием и убийствами: лояльные президенту Сальве Кииру войска, принадлежащему к народности динка, убивали этнических нуэров в столице Джубе с первых дней столкновений. При этом вооружённые нуэры расстреливали представителей народа динка в городе Малакаль.

## Внешний вид
Стиль Киира отличается от многих глав государств. Во время ходьбы он, прихрамывая, опирается на трость и с 2006 года неизменно носит черную шляпу известной марки «Стетсон», которую политику подарил Президент США Джордж Буш-младший. Ее объем – 10 галлонов (примерно 45 литров)[уточнить]. В сентябре 2023 года во время переговоров с Владимиром Путиным головной убор помешал Кииру надеть наушник: она мешала зацепить прибор за ухо. По словам российского востоковеда Игоря Герасимова лидеры Южного Судана традиционно носят чёрную шляпу. В ней ходил ещё Джон Гаранг:
Однако история происхождения данной традиции вызывает интерес. Она сформировалась не так давно, так как такие головные уборы не являются отличительными для местных народностей. Возможно, тут сказалось влияние христианских проповедников или израильтян.